# Cavalo de Aço
Cavalo de Aço é uma telenovela brasileira produzida e exibida pela TV Globo de 24 de janeiro a 21 de agosto de 1973, em 180 capítulos. Substituiu Selva de Pedra e foi substituída por O Semideus, sendo a 12ª "novela das oito" exibida pela emissora. 
Escrita por Walther Negrão, em sua única incursão no horário, teve direção de Walter Avancini e David Grimberg, com supervisão de Daniel Filho. Foi produzida em preto e branco.
Contou com as atuações de Tarcísio Meira, Glória Menezes, Betty Faria, Carlos Vereza, Stênio Garcia, Arlete Salles, Cláudio Cavalcanti e Edson França.
Todos os capítulos de Cavalo de Aço foram perdidos no incêndio ocorrido em 1976 nos estúdios da TV Globo no Rio de Janeiro, restando apenas as chamadas de estreia e algumas fotos de bastidores.

## Enredo
Rodrigo chega a Vila da Prata, uma cidade fictícia do interior do Paraná, com o objetivo de vingar o extermínio de sua família, que ocorreu quando ele era ainda criança. Ele sabe que o responsável pelo massacre é Max. Rodrigo torna-se líder de uma revolta social contra Max, que domina a venda de madeira dos pinheirais e todo o mercado de trabalho da região. Junto com Rodrigo estão seus amigos Brucutu, Sabá, Santo e o Professor, que o apoiam em sua luta. Em meio à disputa, ele se vê dividido entre o amor de Miranda, uma fazendeira rude, e a jovem filha de Max, Joana. Max é assassinado e, depois de muitas pistas falsas, é revelado que a assassina havia sido Lenita, que Max pensava ser sua sobrinha, mas que na verdade era sua filha, que queria a sua fortuna.

## Elenco
- Tarcísio Meira - Rodrigo Soares
- Glória Menezes - Miranda
- Ziembinski - Max
- Arlete Salles - Lenita
- Cláudio Cavalcanti - Aurélio
- Maria Luiza Castelli - Marta
- Betty Faria - Joana
- Edson França - Lucas
- Milton Moraes - Carlão (Carlos)
- Carlos Vereza - Santo
- Renata Sorrah - Camila
- José Wilker - Atílio
- Stênio Garcia - Brucutu
- José Lewgoy - Professor
- Dary Reis - Sabá
- Suzana Gonçalves - Bisteca
- Elisângela - Teresinha (Teresa)
- Mário Lago - Inácio
- Paulo Gonçalves - Tobias
- Miriam Pires - Benvinda
- Sônia Oiticica - Catarina
- Paulo Padilha - Almeida
- Tony Ferreira - Dr. Castro
- Germano Filho - Antônio
- Francisco Milani - Moraes
- Walter Mattesco - Dr. Renato
- Talita Miranda - Maria Amélia
- Marilene Silva - Alzira
- Sérgio Mansur - Ciro
- Luiza do Carmo - Maria
- Mario Petraglia - Guigui
- Sylvia Guimarães - Jucléia
- Júlio César

### Participações especiais
- Reinaldo Gonzaga - Felipe
- Darcy de Souza - Socorro (Ma. do Socorro)
- Rosana Garcia - Ninita
- Fúlvio Stefanini - Agente federal
- Castro Gonzaga - Tabelião Cecil
- Fábio Sabag - Patrocínio Cardoso
- Urbano Lóes - Campelo
- Nair Prestes - Juventina
- Francisco Silva - Tonho (Antonio)
- Ricardo Garcia - Zezinho (José)
- Milton Villar - Jorge
- Augusta Moreira - Mulher da rua
- Moacyr Deriquém - Médico

## Música

### Nacional
Compõem a trilha sonora nacional as seguintes faixas:
1. "Homem de Verdade" - Djalma Dias
2. "Viva Suarez!" - Cláudio Ornelas
3. "Marcas" - Quarteto Uai
4. "Um Sol na Noite" - Eustáquio Sena
5. "O Filho de Deus" - Orquestra Som Livre
6. "Cavalo de Aço" - Guto e Coral Som Livre
7. "De Olhos Abertos" - Orquestra e Coro Som Livre
8. "Pé na Estrada" - Quarteto Uai
9. "Idade: 17" - Evinha e Trio Esperança
10. "Contratempo" - Guto Graça Mello
11. "Na Tarde" - Quarteto Uai
12. "Um Só Corpo" - Márcio Lott

Sonoplastia: Antônio Faya
Músicas: Nelson Motta e Guto Graça Mello
Coordenação geral: João Araújo
Produção musical: Eustáquio Sena
Arranjos: Guto, Chiquinho de Morais e Waltel Branco

### Internacional
Compõem a trilha sonora internacional as seguintes faixas:
1. "Don't Mess With Mr. "T"" - Marvin Gaye
2. "Superman" - Excelsior
3. "Why Can't We Live Together" - Timmy Thomas
4. "Daddy Could Swear, I Declare" - Gladys Knight & the Pips
5. "Last Tango In Paris" - Jean Pierre Sebastian
6. "This Is a Love Train" - Joe Jackson
7. "Tarcisiu's Theme" - Free Sound Orchestra
8. "Don't Say Goodbye" - Chrystian
9. "Superstition" - Stevie Wonder
10. "Iron Horse" - Excelsior
11. "'T' Plays It Cool" - Marvin Gaye
12. "Together" - Think Tank
13. "The Snake" - El Chicles
14. "Autumn Love Theme" - Free Sound Orchestra